# Sitangkai
Sitangkai ist eine Gemeinde auf den Philippinen in der Provinz Tawi-Tawi, 14 Kilometer östlich von Sabah.

## Barangays
Sitangkai ist politisch in 9 Barangays unterteilt.
| Barangay            | Einwohner (2000) | Einwohner (2020) |
| ------------------- | ---------------- | ---------------- |
| Datu Baguinda Putih | 5.518            | 3.104            |
| Imam Sapie          | 3.034            | 4.580            |
| North Larap         | 2.383            | 2.897            |
| Panglima Alari      | 6.121            | 8.417            |
| Sipangkot           | 3.703            | 6.896            |
| Sitangkai Poblacion | 3.196            | 3.734            |
| South Larap (Larap) | 1.162            | 1.986            |
| Tongmageng          | 1.333            | 2.407            |
| Tongusong           | 1.807            | 3.298            |